# Xanthoparmelia phaeophana
Xanthoparmelia phaeophana är en lavart som först beskrevs av Stirt., och fick sitt nu gällande namn av Hale. Xanthoparmelia phaeophana ingår i släktet Xanthoparmelia och familjen Parmeliaceae.   Inga underarter finns listade i Catalogue of Life.